# Bonaspeia caledonia
Bonaspeia caledonia är en insektsart som beskrevs av Davies 1987. Bonaspeia caledonia ingår i släktet Bonaspeia och familjen dvärgstritar. Inga underarter finns listade i Catalogue of Life.